# 我們還不懂那顆星球的校規
《我們還不懂那顆星球的校規》是關西電視台於2025年7月14日起播出的週一晚間十點連續劇，由磯村勇斗主演。
台灣由KKTV於2025年7月15日起獨家跟播。

## 登場人物
數字為年齡。

### 主要人物
- 白鳥健治〈31〉：磯村勇斗

律師。任職於「久留島法律事務所」，某日被所長派往「濱Solaris高校」擔任駐校律師。
- 幸田珠珠（幸田珠々）〈26〉：堀田真由[1]

曾是男校「濱浦工業高校」的老師，現在為「濱Solaris高校」3年櫻組的班導。負責科目為現代文、是宮澤賢治的大粉絲。
- 尾碕美佐雄〈51〉：稻垣吾郎[1]

經營「濱Solaris高校」的「學校法人・濱學院」的理事長。由於少子化，提議把男校「濱浦工業高校」與女校「濱百合女學院」合併。

### 濱Solaris高校

#### 教職員
- 山田美鄉：平岩紙[2]

生活指導、3年梅組班導。曾是「濱百合女學院」的老師。
- 巖谷光三郎：淵上泰史（日语：淵上泰史）[3]

3年葵組的班導兼學年主任。曾是「濱百合女學院」的老師。
- 黑岩宗政：篠原篤（日语：篠原篤）[3]

體育老師、2年櫻組班導。曾是「濱浦工業高校」的老師。
- 永井玄也：根岸拓哉[3]

化學老師兼電腦部顧問。
- 約翰・科林斯（John Colins）：Chad Mullane（日语：チャド・マレーン）[3]

英語老師。教師辦公室的開心果。
- 菊池沙良：西野惠未[3]

保健室老師。
- 小島敏夫：諏訪雅（日语：諏訪雅）[3]

學校保全。
- 三宅夕子：坂井真紀[2]

副校長。曾是「濱百合女學院」的校長。
- 井原久：尾美利德[2]

校長。曾是「濱浦工業高校」的校長。

#### 學生
- 鷹野良則：日高由起刀[4]

3年葵組。柔道部。學生會會長。
- 北原楓（北原かえで）：中野有紗[4]

3年葵組。放送部。學生會議長團議長。
- 有島盧卡（有島ルカ）：榮莉彌（日语：栄莉弥）[4]

3年葵組。曾參加籃球部，為了學業於2年級時退出。學生會議長團副議長。
- 藤村省吾：日向亘[4]

3年櫻組。足球部副隊長。
- 堀麻里佳：菊地姫奈[4]

3年櫻組。排球部。與省吾交往中。
- 高瀨佑介：NOSERIN（日语：のせりん）[4]

3年櫻組。合併前在男校隸屬於天文部。
- 斎藤瑞穗：南琴奈（日语：南琴奈）[4]

3年梅組。弓道部。學生會副會長。
- 三木美月：近藤華（日语：近藤華）[4]

2年櫻組。美術部。
- 內田圭人：越山敬達（日语：越山敬達）[4]

2年櫻組。生物科學部。中學時曾以異色瓢蟲相關研究獲獎。
- 島田聖菜：北里琉[4]

2年櫻組。無法適應學校合併後男女同校的新教室，開始保健室登校。
- 江見芽衣：月島琉衣（日语：月島琉衣）[4]

1年梅組。立志當保育士。

### 久留島法律事務所
- 久留島薰（久留島かおる）：市川實和子（日语：市川実和子）[2]

所長。健治的恩人。
- 緒川萌：許豐凡（INI）[3]

律師。健治的前輩。來自中國。

### 健治的相關人物
- 廣津可乃子：木野花（日语：木野花）[2]

健治的祖母。最了解健治的人。
- 白鳥誠司：光石研[2]

健治的父親。公立中學的校長。不理解健治，兩人的關係疏遠。

## 製作團隊
- 劇本：大森美香
- 配樂：Benjamin Bedoussac
- 主題曲：Yorushika「修羅」（Polydor Records）[5]
- 導演：山口健人、高橋名月（日语：高橋名月）、稻留武
- 製作人：岡光寬子（關西電視台）、白石裕菜（Horipro）
- 協力製作人：加藤春佳
- 制作協力：Horipro
- 制作著作：關西電視台

## 播出日程
- 第1話加長15分鐘（22:00 - 23:09）。

| 集數                                                       | 播出日期 | 副標題 | 導演     | 收視率 |
| ---------------------------------------------------------- | -------- | ------ | -------- | ------ |
| 第1話                                                      | 7月14日  |        | 山口健人 | 4.6%   |
| 第2話                                                      | 7月21日  |        | 山口健人 |        |
| 第3話                                                      | 7月28日  |        | 高橋名月 |        |
| 第4話                                                      | 8月04日  |        | 高橋名月 |        |
| 第5話                                                      | 8月11日  |        | 山口健人 |        |
| 第6話                                                      | 8月18日  |        | 山口健人 |        |
| （收視率由Video Research調查關東地區、家戶的即時統計資料） |          |        |          |        |

## 外部連結
- 電視劇官方網站－關西電視台 （日語）
  - 電視劇的X（前Twitter）
  - 電視劇的Instagram帳戶
  - 電視劇的TikTok

| 日本 關西電視台 週一晚間十點連續劇          | 日本 關西電視台 週一晚間十點連續劇             | 日本 關西電視台 週一晚間十點連續劇 |
| ------------------------------------------- | ---------------------------------------------- | ---------------------------------- |
|                                             | 我們還不懂那顆星球的校規 （2025年7月14日－）   |                                    |
| 從奪走你的那天起 （2025年4月21日－6月30日） | 終幕的輪舞曲 ー無法再見的你ー （2025年10月－） |                                    |